# Конколи, Агнес
Агнес Конколи (родилась 23 июля 1987 года в Будапеште Венгрия) — венгерская модель, победительница конкурса красоты Мисс Вселенная Венгрия 2012 и представила свою страну на конкурсе Мисс Вселенная 2012.

## Юность
Агнес работала в свадебном агентстве в Венгрии.

## Конкурсы красоты
Агнес участвовала в конкурсе Miss Supranational 2011, и вошла в 20-ку полуфиналисток.
Агнес Конколи победила в конкурсе «Мисс Вселенная Венгрия 2012» в субботу вечером 9 июня 2012 года, в Великой коронационной ночи красоты Queen 2012 на студии TV2 в Будапеште. В конкурсе «Мисс Вселенная 2012» Конколи вошла в 10-ку финалисток, это наивысший результат, на сегодняшний день среди представительниц Венгрии на конкурсе Мисс Вселенная.